# بات دنيس
بات دنيس (بالإنجليزية: Pat Dennis)‏ هو لاعب كرة قدم أمريكية أمريكي، ولد في 30 يونيو 1978 في شريفبورت في الولايات المتحدة.

## وصلات خارجية
- بات دنيس على موقع مرجع كرة القدم المحترفة.كوم (الإنجليزية)